# Косихи на Иплом
Косихи на Ипељу (слч. Kosihy nad Ipľom) насељено је мјесто са административним статусом сеоске општине (слч. obec) у округу Вељки Кртиш, у Банскобистричком крају, Словачка Република.

## Становништво
| Година:    | 1994. | 2004.   | 2014.    | 2024.    |
| ---------- | ----- | ------- | -------- | -------- |
| Број људи: | 487   | 481     | 428      | 367      |
| Разлика:   |       | -1,23 % | -11,01 % | -14,25 % |

| Година:    | 2023. | 2024.   |
| ---------- | ----- | ------- |
| Број људи: | 381   | 367     |
| Разлика:   |       | -3,67 % |

Према подацима о броју становника из 2011. године насеље је имало 467 становника.